# Under Mexican Skies
Under Mexican Skies è un cortometraggio muto del 1912 diretto e interpretato da Gilbert M. 'Broncho Billy' Anderson, popolare star del cinema western muto.

## Produzione
Il film fu prodotto dalla Essanay Film Manufacturing Company. Gilbert M. 'Broncho Billy' Anderson, fondatore della casa di produzione Essanay (che aveva la sua sede a Chicago), cominciò a girare i suoi western in California. Under Mexican Skies fu girato a Lakeside.

## Distribuzione
Distribuito dalla General Film Company, il film - un cortometraggio in una bobina - uscì nelle sale cinematografiche statunitensi il 13 aprile 1912.